# Hệ thần kinh
Hệ thần kinh là một hệ cơ quan phân hóa cao nhất trong cơ thể người, ở dưới dạng ống và mạng lưới đi khắp cơ thể, được cấu tạo bởi một loại mô chuyên biệt là mô thần kinh, gồm các tế bào thần kinh — nơ-ron và các tế bào thần kinh đệm (thần kinh giao). Cũng chính các nơ-ron đã tạo ra hai thành phần cơ bản của não, tủy sống và hạch thần kinh là chất xám và chất trắng. Về mặt cấu tạo, hệ thần kinh được chia ra làm 2 bộ phận là bộ phận trung ương (não, tủy sống) và bộ phận ngoại biên (các dây thần kinh, hạch thần kinh), trong đó bộ phận trung ương giữ vai trò chủ đạo. Về chức năng, hệ thần kinh được chia thành hệ thần kinh vận động (điều khiển cơ, xương) và hệ thần kinh sinh dưỡng (hệ thần kinh thực vật). Hệ thần kinh sinh dưỡng lại gồm 2 phân hệ là phân hệ giao cảm và phân hệ đối giao cảm. Hoạt động thần kinh cấp cao ở người hình thành nên nhiều các phản xạ được tập quen (PXĐTQ) rất phức tạp mà không sinh vật nào có được. Vì vậy, việc "vệ sinh" hệ thần kinh có cơ sở khoa học là cần thiết để hệ thần kinh luôn đạt chất lượng hoạt động cao.

## Sơ lược về hệ thần kinh

### Nơ-ron, đơn vị cấu tạo của hệ thần kinh

Một nơ-ron và cấu tạo của nó: sợi nhánh (dendrite), thân nơ-ron (soma), sợi trục (axon), bao mi-ê-lin (myelin sheath), eo răng-vi-ê (node of ranvier), xi-nap (synapse)

Mỗi nơ-ron gồm một thân chứa nhân, hình sao nhiều cạnh hoặc bầu dục và các sợi. Từ thân phát đi nhiều tua (sợi) ngắn phân nhánh như cành cây gọi là sợi nhánh và một tua dài, mảnh gọi là sợi trục. Dọc sợi trục có thể có những tế bào Schwann bao bọc tạo nên bao mi-ê-lin. Sợi trục nối giữa trung ương thần kinh với các cơ quan, chúng đi chung với nhau thành từng bó gọi là dây thần kinh. Khoảng cách giữa các bao này có những đoạn ngắn gọi là eo răng-vi-ê, còn diện tích tiếp xúc giữa những nhánh nhỏ phân từ tận cùng sợi trục của nơ-ron này với sợi nhánh của nơ-ron khác hoặc cơ quan thụ cảm gọi là xi-náp. Nơ-ron có nhiều hình dạng: nơ-ron đa cực có thân nhiều sợi nhánh, nơ-ron lưỡng cực với một sợi nhánh và một sợi trục đối diện nhau; và nơ-ron đơn cực chỉ có một tua do sợi nhánh và sợi trục hợp lại mà thành. Chức năng cơ bản của nơ-ron là cảm ứng và dẫn truyền xung thần kinh dưới dạng các tín hiệu hóa học. Từ đó nơ-ron chia làm ba loại:
- Nơ-ron hướng tâm (nơ-ron cảm giác) có thân nằm ngoài trung ương thần kinh dẫn xung thần kinh về trung ương thần kinh.
- Nơ-ron trung gian (nơ-ron liên lạc) nằm trong trung ương thần kinh, gồm những sợi hướng tâm và li tâm, làm nhiệm vụ liên lạc.
- Nơ-ron li tâm (nơ-ron vận động) có thân nằm trong trung ương thần kinh (hoặc ở hạch thần kinh sinh dưỡng), dẫn các xung li tâm từ bộ não và tủy sống đến các cơ quan phản ứng để gây ra sự vận động hoặc bài tiết.

Nơ-ron là những tế bào dài nhất trong cơ thể, biệt hóa cao độ nên mất trung thể và khả năng phân chia, nhưng đổi lại nó có khả năng tái sinh phần cuối sợi trục nếu bị tổn thương.

### Các bộ phận của hệ thần kinh

#### Bộ phận trung ương
Bộ phận trung ương gồm có: não nằm trong hộp sọ, gồm đại não (có rãnh chia thành hai bán cầu đại não), gian não, tiểu não và trụ não; tủy sống nằm trong ống xương sống. Phía ngoài tủy sống và bộ não có chung một màng bọc được gọi là màng não - tủy. Màng não - tủy gồm 3 lớp: màng cứng, màng nhện và màng mềm. Màng cứng là một màng dày và dai, nằm ở ngoài cùng, có nhiệm vụ bảo vệ não, tủy sống; ở bộ não, màng cứng nằm sát với khối xương sọ, còn ở tủy sống nó nằm cách ống xương sống bởi một lớp mỡ mỏng. Màng nhện là một màng liên kết nằm ở phía trong màng cứng, sát màng nuôi. Màng này có những khoang chứa một chất dịch trong suốt gọi là dịch não - tủy; nhờ dịch não - tủy mà bộ não và tủy sống được bảo vệ khỏi những chấn thương mạnh gây hại. Trong cùng, màng mềm cũng là một màng liên kết nhưng rất mỏng, bên trong có nhiều mạch máu đến nuôi mô thần kinh.
Trong bộ não và tủy sống người ta phân biệt 2 thành phần cấu tạo chung của chúng là: chất xám và chất trắng.
- Chất xám do thân và các sợi nhánh có màu nâu xám đặc trưng của các nơ-ron tạo nên. Ở bộ não, chất xám làm thành lớp vỏ não bao phía ngoài, còn ở tủy sống làm thành một dải liên tục ở phía trong, hoặc thành từng vùng rải rác (các nhân não) trong trụ não, đều là những trung khu thần kinh quan trọng.
- Chất trắng do sợi trục của những nơ-ron có bao mi-ê-lin tạo nên, làm thành những đường thần kinh nối các miền của vỏ não với nhau và với các trung khu thần kinh ở các phần khác của thân não và tủy sống. Những sợi trục đi từ trong chất trắng ra khỏi bộ phận trung ương làm thành 43 dây thần kinh não - tủy.

#### Bộ phận ngoại biên
- Các dây thần kinh não - tủy: gồm 12 đôi dây thần kinh não, xuất phát từ trụ não và tỏa ra khắp các cơ quan ở mặt, cổ (riêng dây thần kinh X còn gọi là dây phế vị phân nhánh đến tận các cơ quan ở khoang ngực, khoang bụng); và 31 đôi dây thần kinh tủy xuất phất từ tủy sống phân bố ra tận các cơ quan ở thân, cổ và các chi.
- Các hạch thần kinh là những khối nơ-ron nằm ngoài phần thần kinh trung ương. Tất cả các hạch thần kinh đều thuộc phần thần kinh ngoại biên của hệ thần kinh sinh dưỡng. Chúng có thể nằm ở xa hoặc ngay bên cạnh một số cơ quan. Trong số hạch này có 2 chuỗi hạch nằm hai bên cột sống và một hạch lớn nằm trong khoang bụng (gọi là hạch mặt trời).

## Não bộ và tủy sống

### Não bộ

#### Trụ não
Trụ não gồm chất trắng (ngoài) và chất xám (trong). Chất trắng là các đường liên lạc dọc, nối tủy sống với các phần trên của não và bao quanh chất xám. Chất xám ở trụ não tập trung thành các nhân xám. Đó là các khu thần kinh, nơi xuất phát các dây thần kinh não. Chất trắng làm nhiệm vụ dẫn truyền, nhân xám điều khiển các vận động của các nội quan, đặc biệt là hoạt động tuần hoàn, hô hấp và tiêu hóa. Có 12 đôi dây thần kinh não, gồm ba loại: dây cảm giác, dây vận động và dây pha.